# سیارک ۱۱۱۰۳
سیارک ۱۱۱۰۳ (به انگلیسی: 11103 Miekerouppe، نامگذاری:1995SX19) یازده هزار و صد و سومین سیارک کشف شده‌است که در ۱۸ سپتامبر ۱۹۹۵ کشف شد.
قدر مطلق سیارک برابر ۳۲.۳ است.